# Gerd von Rundstedt
Karl Rudolf Gerd von Rundstedt (Aschersleben, 12 de diciembre de 1875-Hannover, 24 de febrero de 1953) fue un militar alemán que alcanzó el rango de mariscal de campo (Generalfeldmarschall) en la Wehrmacht de la Alemania nazi durante la Segunda Guerra Mundial.
Nacido en una familia prusiana con una larga tradición militar, Rundstedt ingresó en el ejército prusiano en 1892. Durante la Primera Guerra Mundial, se desempeñó principalmente como oficial de estado mayor. En los años de entreguerras, continuó su carrera militar, alcanzando el rango de Coronel General (Generaloberst) antes de retirarse en 1938.
Fue llamado al comienzo de la Segunda Guerra Mundial como comandante del Grupo de Ejércitos Sur en la invasión de Polonia. Estuvo al mando del Grupo de Ejércitos A durante la batalla de Francia y solicitó la Orden de Alto durante la batalla de Dunkerque. Fue ascendido al rango de Mariscal de Campo (Generalfeldmarschall) en 1940. En la invasión alemana de la Unión Soviética, comandó el Grupo de Ejércitos Sur, responsable del cerco más grande de la historia, la batalla de Kiev. Fue relevado del mando en diciembre de 1941 después de autorizar la retirada de Rostov, pero fue llamado nuevamente al servicio en 1942 y nombrado Comandante en Jefe en Occidente.
Fue cesado después de la derrota alemana en Normandía en julio de 1944, pero fue nuevamente llamado como Comandante en Jefe en Occidente en septiembre, ocupando este cargo hasta su destitución final por Adolf Hitler en marzo de 1945. Aunque consciente de los diversos complots para deponer a Hitler, Rundstedt ni los apoyó ni los denunció. Después de la guerra, fue acusado de crímenes de guerra, pero no fue juzgado debido a su edad y mala salud. Fue puesto en libertad en 1949 y murió en 1953.

## Biografía
Nacido en el seno de una familia de aristócratas prusianos pertenecientes a la élite Junker, hijo de Gerd Arnold Konrad y Adeheid Eleanore von Rundstedt.

### Reclutamiento e instrucción
El 1 de abril de 1888 ingresa en la Escuela de Cadetes en Oranienstein. El 1 de abril de 1890 ingresó en el Instituto Superior de Cadetes en Gross Lichterfelde. El 22 de marzo de 1892 entró en el Ejército como Cadete en el Regimiento de Infantería Wittlich (3 Kurhessisches) N.º 83. El 1 de octubre de 1896 es ayudante en el 83.º Batallón de Regimiento de Infantería. El 22 de marzo de 1900 es ayudante Regimental del 83.º Regimiento de Infantería. El 22 de enero de 1902 contrae matrimonio con Luise ''Bila'' von Götz († Hannover, octubre de 1952), con quien tuvo un hijo, Hans Gerd von Rundstedt (21 de enero de 1903 - Hannover, 12 de enero de 1948). El 1 de octubre de 1902 es aceptado para la Academia de Guerra en Berlín para General de Formación del personal, una institución que sólo aceptaba 160 nuevos estudiantes al año, de los cuales un 75 % nunca terminaba su instrucción. El 1 de abril de 1907 es miembro del Alto Estado Mayor en Berlín. El 1 de octubre de 1910 es nombrado Jefe del Estado Mayor General del XI Cuerpo de Ejército, Kassel. El 13 de septiembre de 1912 es comandante de la 6.ª Compañía del 2.º Regimiento de Infantería Ober-elssäsiches Nr.171.

### Primera Guerra Mundial
El 30 de julio de 1914 es nombrado Jefe de Operaciones (Ia) de la 22.ª División de Reserva de Infantería. En noviembre de 1914 es evacuado por una enfermedad desde el Frente Occidental con una infección pulmonar. En diciembre de 1914 nombrado Gobernador Militar en Amberes, Bélgica. El 1 de abril de 1915 es nombrado Jefe de Estado Mayor de la 86.ª División de Infantería en el Frente Oriental. En julio de 1915 es evacuado nuevamente por otra enfermedad desde el Frente Oriental con problemas pulmonares y del corazón. El 5 de septiembre de 1915 es funcionario de Administración y Logística (Ib) en el personal del gobierno militar en Varsovia, Polonia. El 1 de noviembre de 1916 es nombrado jefe de operaciones (Ia) y, más tarde, en calidad de jefe de Estado Mayor General del XXV Cuerpo de Reserva en los Cárpatos. El 1 de octubre de 1917 es nombrado jefe de Estado Mayor General del LIII Cuerpo de Ejército en el Frente Oriental. El 3 de marzo de 1918 fue recomendado para la medalla prusiana Pour le Mérite, la cual no le fue otorgada. El 1 de agosto de 1918 es nombrado jefe de Estado Mayor General del XV Cuerpo de Ejército en el Frente Occidental. En diciembre de 1918 es incluido en el Alto Estado Mayor. Una vez más fue postulado para la adjudicación de la orden prusiana Pour le Mérite, sin embargo no aprobada por la abdicación del emperador Guillermo II, el mes anterior. Durante la Primera Guerra Mundial, ascendió sucesivamente en rango hasta 1918, año en que fue ascendido a mayor.

### Periodo de entreguerras

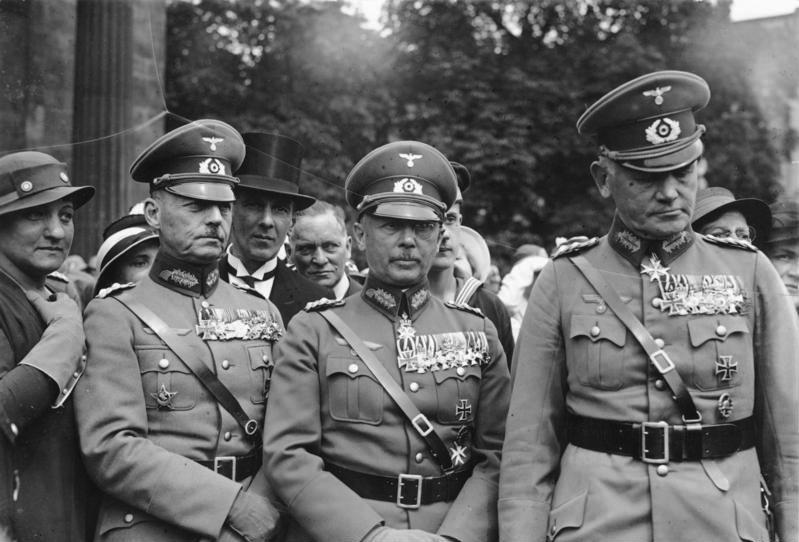
Rundstedt, Werner von Fritsch y Werner von Blomberg, en un servicio memorial, Unter den Linden, Berlín, 1934.

Al terminar la guerra trabaja como agregado del general Hans von Seeckt, reorganizando el Ministerio de la Guerra, el encargado de la Reichswehr. Ascendió rápidamente en el ejército de 100.000 hombres que las cláusulas del Tratado de Versalles fijaban como número máximo de soldados de la República de Weimar, siendo nombrado general en 1927. El 1 de octubre de 1919 es miembro del personal del V Distrito Militar, Stuttgart. En mayo de 1920 es nombrado jefe de Estado Mayor de la 3.ª División de Caballería. El 1 de octubre de 1923 es nombrado jefe de Estado Mayor del II Distrito Militar y la 2.ª División Reichswehr, Stettin. El 1 de mayo de 1925 es comandante del 18.º Regimiento de Infantería, Paderborn. El 1 de octubre de 1926 es nombrado jefe de Estado Mayor del 2.º Comando de Grupo, Kassel. El 1 de octubre de 1928 es comandante de la 2.ª División de Caballería, Breslau. El 1 de febrero de 1932 es comandante del III Distrito Militar, Berlín. El 1 de octubre de 1932 es comandante del 1.º Comando de Grupo, Berlín. En 1932 es nombrado gobernador militar de Berlín por el canciller Franz von Papen, que llegó a declarar la ley marcial y ordenó a sus tropas expulsar a los miembros del partido nazi de las oficinas del gobierno estatal. El 26 de septiembre de 1938 es comandante en Jefe del 2.º Ejército Reichswehr y, al mismo tiempo del 1.º Comando de Grupo.
Se retira voluntariamente del ejército en octubre de 1938, cuando Werner von Fritsch, comandante en jefe del ejército alemán (OKH), es inculpado por la Gestapo. A pesar de ello, Adolf Hitler le reintegra al servicio por sus altos méritos tras estallar la Segunda Guerra Mundial. El 1 de noviembre de 1938 es retirado del Ejército y nombrado Jefe Honorario del 18.º Regimiento de Infantería.

### Segunda Guerra Mundial

#### Invasión de Polonia y Batalla de Francia

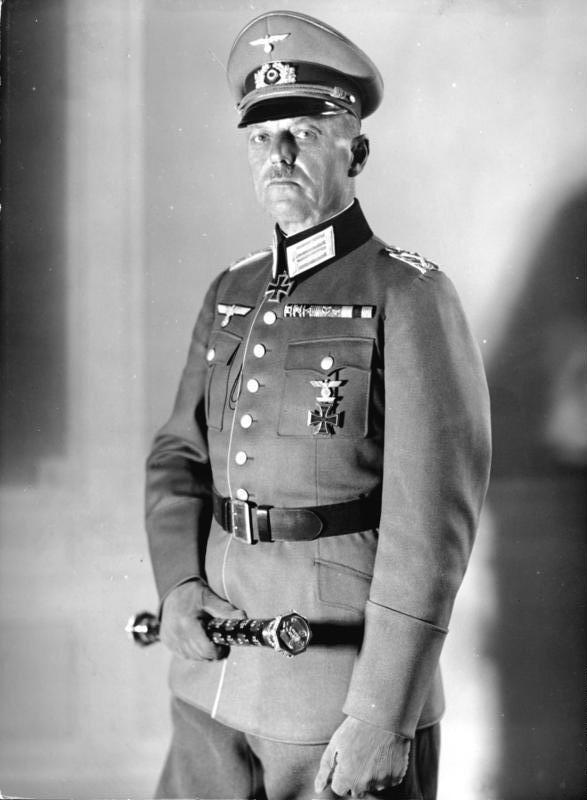
Rundstedt en 1940.

En mayo de 1939 es llamado a servicio activo para ayudar en los preparativos de la próxima Invasión de Polonia
El 23 de agosto de 1939 es asignado comandante en Jefe del Grupo de Ejércitos Sur. El 1 de septiembre de 1939, Alemania invade Polonia, que marca el inicio de la Segunda Guerra Mundial. Al mando de von Rundstedt, el Grupo de Ejércitos Sur (8.º Ejército, 10.º Ejército y el 14.º Ejército) avanzaron desde Silesia y Eslovaquia en relación con el Grupo de Ejércitos Norte del Coronel General Fedor von Bock (3.º Ejército y el 4.º Ejército) atacando desde Prusia Oriental y Pomerania. A pesar de la resistencia heroica y decidida, Polonia se vio superada en el mes. Desde el 1 de octubre de 1939 al 20 de octubre de 1939 es nombrado Comandante en Jefe Oriental y Gobernador Militar de Polonia.
El 25 de octubre de 1939 es nombrado Comandante en Jefe del Grupo de Ejércitos A. Transferido al Frente Occidental, von Rundstedt toma el mando de uno de los tres grupos de ejército asignados para la Invasión de Francia y los Países Bajos. Ataca el 10 de mayo de 1940, del Grupo de Ejércitos B del Coronel General von Bock en el ala derecha alemana, avanzado en los Países Bajos y Bélgica hacia el norte, las fuerzas francesas y británicas. En el centro alemán, von Rundstedt del Grupo de Ejércitos (4.º Ejército, 12.º Ejército, 16.º Ejército y el Grupo Panzer von Kleist), encabezada por siete divisiones panzer, cruzaron el Mosa y se abre paso en Sedán. Las divisiones panzer avanzan por el Canal Inglés, efectivamente sellado el destino de Francia. El 22 de junio de 1940, los franceses firmaron un armisticio con el alto el fuego entrando en vigor tres días después.
El 19 de julio de 1940, en la Ceremonia del Mariscal de Campo en el Palacio de la Ópera de Kroll en Berlín, Adolf Hitler ascendió al rango de mariscal de campo a doce de sus generales, incluyendo a Rundstedt, mientras que Hermann Göring, el ministro del Reich del Aire y Comandante en Jefe de la Luftwaffe, fue ascendido al rango de Mariscal del Reich y condecorado con la Gran Cruz de la Cruz de Hierro. Además, catorce oficiales del Ejército y cinco oficiales de la Luftwaffe fueron promovidos a Coroneles Generales y un oficial de marina, Rolf Carls, a Almirante General.

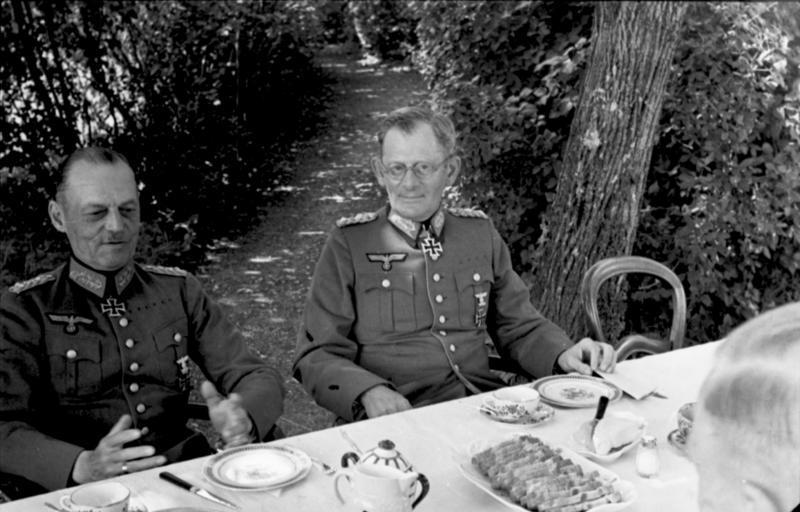
Gerd von Rundstedt (izquierda) con Maximilian von Weichs en 1940 en Francia.

Completada la invasión, apoya el plan de Manstein para la Batalla de Francia, plan que será finalmente adoptado con el nombre de Fall Gelb o Plan Amarillo. Para la operación se le asignan siete divisiones panzer, tres divisiones motorizadas y 35 de infantería regular.
El 14 de mayo de 1940 cruzan el Mosa las divisiones acorazadas dirigidas por Heinz Guderian, abriendo una enorme brecha en el frente Aliado. Von Rundstedt dudaba de la supervivencia de estas unidades sin apoyo de infantería y pidió un alto mientras enlazaban. El Führer se mostró de acuerdo y ese pequeño retraso fue suficiente para que los Aliados llevaran a cabo la Operación Dinamo en Dunkerque, aunque Rundstedt renunció a arrasar completamente la cabeza de playa de Dunkerque. Posteriormente, durante los juicios de Núremberg, testimonió que la decisión de Hitler pretendía mostrar magnanimidad con el Reino Unido, creyendo que así sería más receptivo a un tratado de paz. Lo que hubiera en la mente de Hitler no puede ser verificado. A pesar de que su aquiescencia resulte aún hoy inexplicable, la decisión final fue de Rundstedt, a quien concedió plenos poderes, ante la exasperación de Franz Halder. Tras la exitosa campaña en el oeste, Von Rundstedt es ascendido a Mariscal de Campo el 19 de julio de 1940 y toma parte en la planificación de la Operación León Marino, el plan de invasión de la isla de Gran Bretaña. La invasión es finalmente abortada y von Rundstedt toma el mando de las fuerzas de ocupación para fortificar las defensas costeras en Holanda, Bélgica y Francia. El 1 de octubre de 1940 es nombrado Comandante en Jefe Occidental con sede en Francia. El 1 de abril de 1941 es nombrado Comandante en Jefe del Grupo de Ejércitos Sur.

#### Operación Barbarroja
El 22 de junio de 1941, Alemania lanzó la Operación Barbarroja, la invasión de la Unión Soviética. Uno de los tres grupos de ejército asignado a la invasión, las fuerzas de von Rundstedt el 6.º Ejército alemán, los ejércitos 17 y 11, 1.º Grupo Panzer (después redesignado 1.º Ejército Panzer), el 3.º Ejército y el 4.º Ejército rumanos, Expedicionaria Eslovaca del Grupo de Ejércitos y húngaro de los Cárpatos, luchó a través de Ucrania en un amplio frente que se extiende desde las Marismas de Pripet hasta el Mar Negro. Su progreso fue inicialmente lento, pero consigue tomar Kiev en septiembre, donde según fuentes alemanas se rinden 665.000 soldados soviéticos. Las fuentes rusas, por su parte, hablan de 452.000 soldados embolsados, de los cuales 150.541 escaparon antes del "cierre de la tenaza". Poco después de la captura de Rostov el 20 de noviembre de 1941, Coronel General Ewald von Kleist del 1.º Ejército Panzer fue golpeado por una contraofensiva rusa. En noviembre de ese mismo año, Rundstedt sufre un ataque al corazón. Rehúsa ser hospitalizado y continúa su avance, alcanzando Rostov el 21 de noviembre. Frente a una situación desastrosa, von Rundstedt ordenó a von Kleist abandonar la ciudad y retirar su ejército detrás del río Mius. Desafiando las órdenes de Hitler de detener la retirada, von Rundstedt fue relevado del mando y sustituido por el Mariscal de Campo Walter von Reichenau. Tras acabar con los últimos focos de resistencia, sigue avanzando hacia el Este para atacar Járkov y Rostov. Se opone enérgicamente a continuar el ataque durante el crudo invierno ruso y aconseja a Hitler que ordene un alto para fortificar las posiciones, pero su postura no es aceptada. El 1 de diciembre de 1941 es relevado del mando y trasladado al Alto Mando del Ejército y Jefe de Reserva.

#### Frente occidental

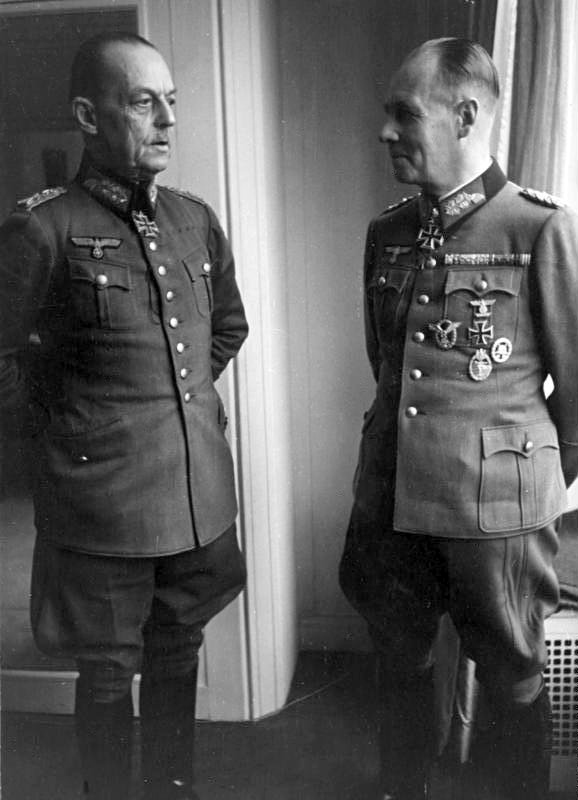
Con Erwin Rommel, diciembre de 1943.

El 10 de marzo de 1942 es nombrado Comandante en Jefe del Ejército Occidental y del Grupo de Ejércitos D con sede en Francia. Era otoño de 1943 y aún no existían fortificaciones dignas de mención en la costa francesa. Tras la asignación de Rommel como su subordinado, comienza la construcción de la línea defensiva posteriormente conocida como Muralla del Atlántico: fortificaciones permanentes que se extienden unos 2700 kilómetros a lo largo de la costa.
Previamente al desembarco, von Rundstedt defendía que las reservas acorazadas debían mantenerse en estado operacional, de modo que pudieran acudir rápidamente hacia el sector más amenazado donde desembarcaran los aliados. Su opinión era compartida por el comandante de la fuerza acorazada Geyr von Schweppenberg. Rommel, por el contrario, insistía en disponer a las fuerzas acorazadas cerca de la costa, justo fuera del alcance de la artillería naval aliada, pues el dominio aéreo aliado no permitiría una mayor operatividad. Guiado por sus experiencias en África, Rommel pensaba que las operaciones aéreas aliadas impedirían cualquier movimiento de tropas durante el día, e incluso lo dificultarían enormemente durante la noche. También opinaba que no se produciría un desembarco tan al oeste como Normandía, y por tanto muy pocas reservas acorazadas deberían ser enviadas allí. En esto último coincidía con Rundstedt. Finalmente, se llevó a cabo la decisión de Rommel, dado que la inactividad de Rundstedt desde su asignación al frente occidental había minado su autoridad. Las divisiones acorazadas se dispersaron y sólo dos fueron asignadas a la costa norte francesa, al oeste del Sena. De ellas, sólo una se encontraba en el sector de Normandía, lo que trajo desastrosas consecuencias al comenzar la invasión.
Una vez consumado el desembarco de Normandía en junio de 1944, von Rundstedt presiona a Hitler para que negocie la paz con los Aliados. Éste responde reemplazándole de nuevo del mando, esta vez en favor del general Günther von Kluge.
El 20 de julio de ese mismo año, se produce un fallido atentado contra Hitler. Ya en 1943, los conspiradores intentaron ganarse el favor de los mariscales de campo más veteranos, como von Rundstedt, algo que no llegaron a conseguir. Los acusados por el atentado contra Hitler fueron juzgados por Roland Freisler, y muchos fueron ejecutados. Precisamente, a raíz del atentado, Rundstedt aceptaría formar parte de la Corte de Honor del Ejército, junto con el propio Guderian y Wilhelm Keitel. Este órgano expulsaría de la corte militar a cientos de oficiales sospechosos de oponerse a Hitler.
El 2 de julio de 1944 es transferido a la Reserva del Ejército del Alto Mando. A mediados de agosto el frente de von Kluge se hundió tras la Bolsa de Falaise, suicidándose él mismo y von Rundstedt regresó al mando occidental. El 1 de septiembre de 1944 es nombrado Comandante en Jefe Occidental. Reagrupó a las tropas rápidamente para oponerse a la Operación Market-Garden, venciendo en esta batalla. Más tarde supervisó los planes de la ofensiva para reconquistar Amberes, pero con muy pocas posibilidades de éxito, fracasó en la que sería conocida como Batalla de las Ardenas. El 11 de marzo de 1945 es transferido al Alto Mando del Ejército y Jefe de Reserva y los desempleados para el resto de la Segunda Guerra Mundial. Se opuso a tal ofensiva desde el principio, lavándose las manos sobre el resultado. Fue relevado del mando una vez más en marzo de 1945, tras expresar ante Wilhelm Keitel que Hitler debía firmar la paz con los Aliados en lugar de seguir embarcado en una guerra sin esperanzas.

### Posguerra

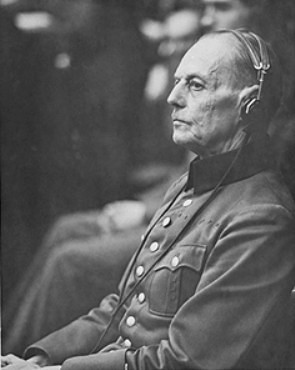
Gerd von Rundstedt en los Juicios de Núremberg.

Capturado junto con su hijo, Teniente Dr. Hans Gerd von Rundstedt, por tropas de EE. UU. de la 36.ª División de Infantería en Bad Tölz, Alemania el 1 de mayo de 1945. Sufrió un ataque al corazón mientras era interrogado, el 10 de julio de 1945 fue enviado al Reino Unido, al Servicio Interrogatorio Centro Detallado de Wilton Park, Buckinghamshire. Fue acusado como criminal de guerra por los británicos. Los cargos contra él consistían en su posible implicación en los asesinatos masivos cometidos en territorios soviéticos ocupados. El 19 de octubre de 1945 fue trasladado al Camp n.º 1 Grizedale Hall con el N.º de prisionero B816209. El 9 de enero de 1946 es transferido a Island Farm Special Camp 11 desde el Camp 1 (Algunas de sus relaciones familiares también se celebraron en la Island Farm Special Camp 11) - su hijo y el General Heinrici (primo). El 11 de mayo de 1946 es transferido a LDC (London District Cage) de Island Farm Special Camp 11. 15 de mayo de 1946 al 19 de noviembre de 1946, declaró ante el Tribunal Militar Internacional de Núremberg, Alemania, regresó a Island Farm Special Camp 11. El 5 de julio de 1946 es transferido a Island Farm Special Camp 11 desde LDC. El 28 de julio de 1946 es trasladado a LDC de Island Farm Special Camp 11. El 19 de agosto de 1946 es transferido a Island Farm Special Camp 11 desde LDC. El 17 de marzo de 1947 es transferido a LDC de Island Farm Special Camp 11. El 17 de marzo de 1947 al 9 de abril de 1947, declaró como testigo de la defensa del General de Infantería Günther Blumentritt, su exjefe personal, en Wuppertal, Alemania (Caso Poitiers); regresó a Island Farm Special Camp 11. El 12 de enero de 1948 su hijo Hans Gerd von Rundstedt (antiguo prisionero de guerra en Island Farm Special Camp 11) murió de cáncer de garganta en Hannover. El 3 de mayo de 1948 es trasladado al Camp 231. El 4 de mayo de 1948 es transferido al hospital del Camp 231 de prisioneros de guerra en el Redgrave Hall. El 23 de julio de 1948 es trasportado desde el Reino Unido a bordo de un avión con destino a Alemania. Después de una breve estancia en Núremberg, von Rundstedt fue trasladado al Hospital N.º 6 de prisioneros de guerra en Munsterlager.
El 29 de agosto de 1948 el Gobierno británico declaró formalmente su intención de tratar al Mariscal de Campo Walther von Brauchitsch, Mariscal de Campo von Rundstedt, Mariscal de Campo Erich von Manstein y al Coronel General Adolf Strauss como criminales de guerra. Efectiva en esa fecha, los cuatro generales fueron dados de alta de la Wehrmacht y no se consideran prisioneros de guerra. El 24 de septiembre de 1948 los cuatro generales fueron trasladados al Hospital N.º 94 Militar británico en Hamburgo-Barmbeck. El 1 de enero de 1949 el Gobierno británico acusó formalmente a von Rundstedt, con 20 cargos de crímenes de guerra incluyendo la participación en la Orden de Comando, Orden de los Comisarios, los malos tratos y asesinatos de civiles rusos, partisanos, prisioneros de guerra y a miembros de la resistencia francesa, malos tratos, asesinatos y expulsión de los polacos, neerlandeses, belgas y civiles franceses. El 5 de mayo de 1949 el Gobierno británico declaró a von Rundstedt y a Adolf Strauss médicamente aptos para enfrentar un juicio y ordenó su liberación (Durante los últimos años de su vida, von Rundstedt sufría cada vez más de insomnio, la arteriosclerosis crónica, osteoartritis, otras dolencias y pérdida de memoria a corto plazo. Fotografías de la época de su cautiverio ilustran claramente la frágil apariencia física de von Rundstedt y su dependencia de los bastones de movilidad debido a una cadera dolorosa, artritis de la cadera derecha.) Fue liberado el 26 de mayo de 1949. Murió en Hannover de un infarto cardiaco el 24 de febrero de 1953 a los 77 años.
El 10 de octubre de 1941 su subordinado Walther von Reichenau, comandante del Sexto Ejército alemán emitió la sangrienta Orden de Reichenau. Los problemas de salud de von Rundstedt le libraron de enfrentarse a un juicio sobre el asunto.

## Fechas de ascensos
- Cadete - (22 de marzo de 1892)
- Subteniente - (17 de junio de 1893) (renombrado Teniente el 1 de enero de 1899)
- Teniente - (1 de enero de 1899)
- Teniente 1.º - (1 de octubre de 1902)
- Capitán - (22 de marzo de 1909)
- Mayor - (28 de noviembre de 1914)
- Teniente coronel - (1 de octubre de 1920)
- Coronel - (1 de febrero de 1923)
- Mayor general - (1 de noviembre de 1927)
- Teniente general - (1 de marzo de 1929)
- General de Infantería - (1 de octubre de 1932)
- Coronel General - (1 de marzo de 1938)
- Mariscal de Campo - (19 de julio de 1940)

## Condecoraciones
- Cruz de Caballero de la Cruz de Hierro - Coronel General el 30 de septiembre de 1939, Comandante en Jefe del Grupo de Ejércitos Sur.
- Cruz de Caballero de Hojas de Roble (núm. 519) - 1 de julio de 1944, Mariscal de Campo, Comandante en Jefe Occidental.
- Cruz de Caballero con Hojas de Roble y Espadas (núm. 133) - 18 de febrero de 1945, Mariscal de Campo, Comandante en Jefe Occidental.
- Orden de la Corona de Prusia, Clase 4.º (antes de la Primera Guerra Mundial)
- Orden de Hohenzollern, Cruz de Caballero con Espadas
- Cruz de Hierro, clase 1.º (1914)
- Cruz de Hierro, clase 2.º (1914)
- Broche de la Cruz de Hierro, clase 1.º (21 de septiembre de 1939)
- Broche de la Cruz de Hierro, clase 2.º (16 de septiembre de 1939)
- Orden del Mérito Militar con Corona y Espadas de Baviera, Clase 4
- Orden de Alberto de Sajonia, Caballero clase 1.º con Espadas
- Orden del Halcón Blanco o Orden de la Casa Ducal de Sajonia-Weimar-Eisenach, Caballero clase 2.º (sin Espadas - antes de la Primera Guerra Mundial)
- Orden de la Casa Ducal Sajonia-Weimar-Eisenach, Caballero clase 1.º (sin Espadas - antes de la Primera Guerra Mundial)
- Cruz de Honor de Schwarzburgo, clase 3.º (sin Espadas - antes de la Primera Guerra Mundial)
- Cruz de Mérito en Guerra (Lippe)
- Cruz del Mérito Waldeck, clase 4.º (sin Espadas - antes de la Primera Guerra Mundial)
- Cruz de Honor para Combatientes - (1914-1918)
- Cruz de Servicio Larga de los Oficiales prusianos (No autorizada para usar después de la creación del Tercer Reich de la era de las Fuerzas Armadas de servicio, el 16 de marzo de 1936)
- Premio de las Fuerzas Armadas de Servicio largo, Clase 1.º con Hojas de Roble (Cruz a los 40 años de servicio)
- Premio de las Fuerzas Armadas de Servicio largo, Clase 2.º con Hojas de Roble (Medalla a los 12 años de servicio)
- Medalla del Centenario del Kaiser Wilhelm de Prusia - (1797-1897)
- Medalla Conmemorativa - (1 de octubre de 1938)
- Cruz del Mérito Militar Austriaco, Clase 3.º con la decoración de Guerra
- Medalla de Guerra Turca ("Media Luna de Hierro")
- Orden del Mérito de Hungría, clase 1.º - (11 de agosto de 1937)
- Orden de la Cruz de Italia, Gran Cruz - (7 de junio de 1938).
- Orden Real de Heisen de Yugoslavia, clase 2.º - (6 de julio de 1938) [Esta decoración aparece en "El último prusiano": Una Biografía del Mariscal de Campo Gerd von Rundstedt, 1875-1953 por Carlos Messenger. Sigue siendo incierto lo que esta orden se supone que es, posiblemente un error/traducción incorrecta.]
- Orden de Miguel el Valiente, clases 1.º - (1 de septiembre de 1942, Real Decreto n.º 2550)
- Orden de Miguel el Valiente, clase 2.º y 3.º - (19 de septiembre de 1941, Real Decreto n.º 2628).
- Mencionado en la Wehrmachtbericht [Comunicado de las Fuerzas Armadas] - (6 de agosto de 1941; 8 de agosto de 1941; 19 de septiembre de 1941; 11 de octubre de 1941; 12 de octubre de 1941; 10 de septiembre de 1943)